# Rešov
Rešov est un village de Slovaquie situé dans la région de Prešov.

## Histoire
Première mention écrite du village en 1454.

## Démographie

### Évolution de la population
| Année:               | 1994. | 2004.   | 2014.    | 2024.   |
| -------------------- | ----- | ------- | -------- | ------- |
| Nombre de personnes: | 357   | 353     | 307      | 313     |
| Différence:          |       | -1,12 % | -13,03 % | +1,95 % |

| Année:               | 2023. | 2024.   |
| -------------------- | ----- | ------- |
| Nombre de personnes: | 317   | 313     |
| Différence:          |       | -1,26 % |